# Сиваське
Сиваське (до 1935 — Різдвянка, Рождественський) — селище в Україні у Генічеському районі Херсонської області. Входить до складу Новотроїцької селищної громади. Населення складає 4311 осіб.

## Географія
Селище Сиваське розташоване за 18 км від центру громади та за 19 км від найближчої залізничної станції Рикове.

## Населення
Населення — 5 600 осіб (1970), 4 945 осіб (2001), 4 311 осіб (2017).

### Мова
Розподіл населення за рідною мовою за даними перепису 2001 року:
| Мова            | Кількість | Відсоток |
| --------------- | --------- | -------- |
| українська      | 4617      | 93.37%   |
| російська       | 288       | 5.82%    |
| білоруська      | 18        | 0.37%    |
| вірменська      | 14        | 0.28%    |
| румунська       | 3         | 0.06%    |
| інші/не вказали | 5         | 0.10%    |
| Усього          | 4945      | 100%     |

## Назва
При заснуванні село мало назву — Каракуї (Каракут), що в перекладі з кримськотатарської мови — «чорна криниця». Сучасна назва села походить від озера Сиваш, яке розташоване поряд.

## Історія
Село вперше в офіційних документах згадується у 1816 році під назвою Каракуї («Чорні Копані»).
Станом на 1886 рік у селі Рождественське Ново-Троїцької волості Дніпровського повіту Таврійської губернії мешкало 2252 особи, налічувалось 352 двори, існували молитовний будинок, школа, 3 лавки, проходив щорічний ярмарок.
До 2020 орган місцевого самоврядування — Сиваська селищна рада.
12 червня 2020 року, відповідно до розпорядження Кабінету Міністрів України № 713-р «Про визначення адміністративних центрів та затвердження територій територіальних громад Запорізької області», увійшло до складу Новотроїцької селищної громади.
17 липня 2020 року, в результаті адміністративно-територіальної реформи та ліквідації  Новотроїцького району, увійшло до складу Генічеського району.
24 лютого 2022 року селище тимчасово окуповане російськими військами під час російсько-української війни.

## Сучасний стан
У селищі є:
- 2 загальноосвітні школи І-ІІІ ступеня,
- допоміжна школа-інтернат,
- 2 клуби відпочинку,
- дитяча та центральна бібліотеки,
- переробні підприємства харчової промисловості.

## Відомі люди
- Баранов Максим Володимирович (1992—2014) — старший сержант Збройних сил України, учасник російсько-української війни.
- Вознюк Любов Семенівна (нар. 1942) — Герой Соціалістичної Праці.
- Залата Леонід Дмитрович (1928—2009) — український письменник.
- Залата Федір Дмитрович (1914—1993) — український письменник.
- Пильник Євген Олексійович (нар. 1921) — український архітектор.
- Сосновий Степан Миколайович (1896—1961) — український агроном-економіст, автор першого комплексного дослідження подій голодомору 1932—1933 років в Україні.
- Сосновий Тимофій Миколайович (1898—1983) — український вчений-економіст, статист, демограф, один з ранніх дослідників голодомору 1932—1933 років, динаміки зростання населення та людських втрат України, внаслідок сталінської злочинної політики.